# 昭和町 (基隆市)

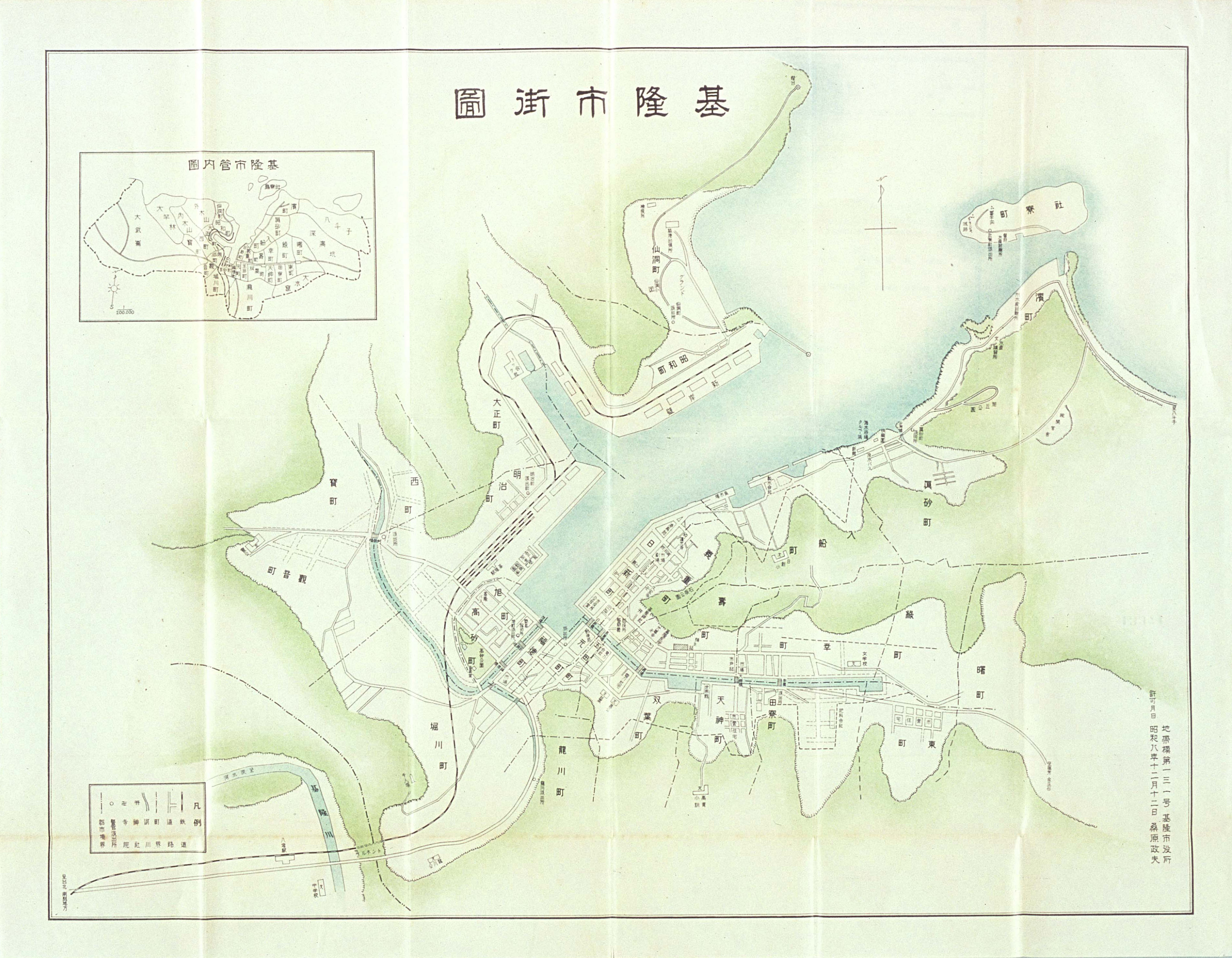
基隆市街圖

昭和町為台灣日治時期臺北州基隆市的一個町，於基隆市自昭和6年（1931年）10月1日實施町名改正後設置，位於仙洞新岸壁一帶；當地原屬於基隆市大字仙洞和牛稠港。
昭和町約為現今地籍協和段南側的範圍，約為中山區和平里。

## 町內設施
- 潮見丘
- 工事部官舍
- 專賣局基隆支局新岸壁倉庫
- 臺灣電力株式會社基隆散宿所
- 基隆冷藏株式會社
- 內台通運合資會社
- 日本石油株式會社基隆油槽所